# 4786 Tatianina
A 4786 Tatianina (ideiglenes jelöléssel 1985 PE2) a Naprendszer kisbolygóövében található aszteroida. Nyikolaj Sztyepanovics Csernih fedezte fel 1985. augusztus 13-án.